# Videografia de Sandy & Junior
A videografia da dupla brasileira Sandy & Junior inclui diversos álbuns de vídeo e videoclipes musicais, bem como especiais para a televisão.

## Álbuns

### Álbuns de vídeo
| Álbum                                                   | Detalhes                                                                                    | Vendas      | Certificações     |
| ------------------------------------------------------- | ------------------------------------------------------------------------------------------- | ----------- | ----------------- |
| Os Grandes Sucessos de Sandy & Jr.                      | - Lançamento: 1996 - Formatos: VHS - Gravadora: Philips                                     |             |                   |
| Era Uma Vez... Ao Vivo                                  | - Lançamento: 2 de setembro de 1998 - Formatos: VHS - Gravadora: PolyGram • Mercury         |             |                   |
| Vem Dançar com a Gente!                                 | - Lançamento: 20 de abril de 1999 - Formatos: VHS - Gravadora: Universal                    |             |                   |
| Todas as Estações: Videoclipes                          | - Lançamento: 12 de fevereiro de 2000 - Formatos: VHS - Gravadora: Universal                |             |                   |
| Quatro Estações: O Show                                 | - Lançamento: 19 de novembro de 2000 - Formatos: VHS - Gravadora: Universal                 | - : 250.000 | - PMB: Diamante   |
| Vamos Pular! Com Sandy & Junior                         | - Lançamento: 2002 - Formatos: VHS - Gravadora: Universal                                   |             |                   |
| Sandy & Junior na TV: As Melhores Aventuras do Programa | - Lançamento: 2002 - Formatos: VHS - Gravadora: Universal                                   |             |                   |
| Sandy & Junior na TV: Os Melhores Clipes da Série       | - Lançamento: 2002 - Formatos: VHS - Gravadora: Universal                                   |             |                   |
| Ao Vivo no Maracanã                                     | - Lançamento: 20 de dezembro de 2002 - Formatos: VHS, DVD - Gravadora: Universal            | - : 25.000  | - PMB: Ouro       |
| Acústico MTV                                            | - Lançamento: 10 de agosto de 2007 - Formatos: DVD, download digital - Gravadora: Universal | - : 71,000  | - PMB: 2× Platina |
| Nossa História (Ao Vivo)                                | - Lançamento: 17 de julho de 2020 - Formatos: DVD, download digital - Gravadora: Universal  |             |                   |

### Boxes
| Álbum                           | Detalhes                                                                        |
| ------------------------------- | ------------------------------------------------------------------------------- |
| Vamos Pular! Com Sandy & Junior | - Lançamento: 2002 - Formatos: CD, VHS - Gravadora: Universal                   |
| Sound + Vision                  | - Lançamento: 22 de Novembro de 2004 - Formatos: CD, DVD - Gravadora: Universal |

## Vídeos musicais

### Como artista principal
| Canção                   | Ano  | Outro(s) Artista(s)  | Diretor(es)                    | Álbum                   |
| ------------------------ | ---- | -------------------- | ------------------------------ | ----------------------- |
| "Sábado à Noite"         | 1992 | —                    | Rita Adams                     | Sábado à Noite          |
| "Vamos Construir"        | 1992 | Chitãozinho & Xororó | —                              | Sábado à Noite          |
| "Primeiro Amor"          | 1993 | —                    | Edi Newton                     | Tô Ligado em Você       |
| "Não Ter"                | 1996 | —                    | —                              | Dig-Dig-Joy             |
| "Dig-Dig-Joy"            | 1996 | —                    | —                              | Dig-Dig-Joy             |
| "Etc... e Tal"           | 1996 | —                    | —                              | Dig-Dig-Joy             |
| "Férias de Julho"        | 1996 | —                    | —                              | Dig-Dig-Joy             |
| "Inesquecível"           | 1997 | —                    | Alex Miranda                   | Sonho Azul              |
| "No Fundo do Coração"    | 1998 | —                    | Hugo Prata                     | Era Uma Vez... Ao Vivo  |
| "Imortal"                | 1999 | —                    | Hugo Prata                     | As Quatro Estações      |
| "Aprender a Amar"        | 1999 | —                    | Flávia Moraes                  | As Quatro Estações      |
| "As Quatro Estações"     | 1999 | —                    | Flávia Moraes                  | As Quatro Estações      |
| "A Lenda"                | 2000 | —                    | Flávia Moraes                  | Quatro Estações: O Show |
| "Enrosca"                | 2000 | —                    | Hugo Prata                     | Quatro Estações: O Show |
| "O Amor Faz"             | 2001 | —                    | Hugo Prata                     | Sandy & Junior          |
| "Love Never Fails"       | 2002 | —                    | Phil Griffin                   | Internacional           |
| "L'amour... Ce Remede"   | 2002 | —                    | Phil Griffin                   | Internacional           |
| "El Amor No Fallará"     | 2002 | —                    | Phil Griffin                   | Internacional           |
| "O Amor Nos Guiará"      | 2002 | —                    | Phil Griffin                   | Internacional           |
| "Words Are Not Enough"   | 2002 | —                    | —                              | Internacional           |
| "Convence Al Corazón"    | 2002 | —                    | —                              | Internacional           |
| "Le Pire Des Mots"       | 2002 | —                    | —                              | Internacional           |
| "Encanto"                | 2003 | —                    | —                              | Identidade              |
| "Desperdiçou"            | 2003 | —                    | Picky Talarico                 | Identidade              |
| "Nada Vai Me Sufocar"    | 2003 | —                    | Picky Talarico                 | Identidade              |
| "Replay"                 | 2006 | —                    | Picky Talarico                 | Sandy & Junior          |
| "Estranho Jeito de Amar" | 2006 | —                    | Fernando Andrade e Junior Lima | Sandy & Junior          |
| "Tudo Pra Você"          | 2006 | —                    | Fernando Andrade e Junior Lima | Sandy & Junior          |

### Como artista convidado
| Canção         | Ano  | Artista principal | Diretor(es) | Álbum   |
| -------------- | ---- | ----------------- | ----------- | ------- |
| "You're My #1" | 2000 | Enrique Iglesias  | —           | Enrique |

## Televisão
| Ano       | Título                             | Personagem de Sandy | Personagem de Junior        | Notas                            |
| --------- | ---------------------------------- | ------------------- | --------------------------- | -------------------------------- |
| 1991      | A História de Ana Raio e Zé Trovão | Eles mesmos         | Eles mesmos                 | Episódio: "25 de agosto de 1991" |
| 1992      | Xuxa Especial - Lar dos Idosos     | Eles mesmos         | Eles mesmos                 | Especial de final de ano         |
| 1997–1998 | Sandy & Junior Show                | Eles mesmos         | Eles mesmos                 |                                  |
| 1999–2002 | Sandy & Junior                     | Sandy Lima          | Junior Lima                 |                                  |
| 2001      | Estrela-Guia                       | Cristal Hanumam     | José Carlos Oliveira (Zeca) |                                  |
| 2004      | Quebrando a Rotina                 | Eles mesmos         | Eles mesmos                 | Temporada 1                      |
| 2007      | Paraíso Tropical                   | Eles mesmos         | Eles mesmos                 |                                  |
| 2020      | Sandy & Junior: A História         | Eles mesmos         | Eles mesmos                 | 7 episódios                      |

## Cinema
| Ano  | Título                 | Personagem de Sandy | Personagem de Junior | Notas          |
| ---- | ---------------------- | ------------------- | -------------------- | -------------- |
| 1997 | O Noviço Rebelde       | Márcia              | Junior               |                |
| 2003 | Acquária               | Sarah               | Kim                  |                |
| 2006 | Estranho Jeito de Amar | Luiza               | Pedro                | Curta-metragem |